# Reithrodontomys spectabilis
Reithrodontomys spectabilis é uma espécie de roedor da família Cricetidae.
Apenas pode ser encontrada no México.